# 鶴屋浩
鶴屋 浩（つるや ひろし、1970年12月8日 - ）は、日本の男性総合格闘家、ブラジリアン柔術家。千葉県鎌ケ谷市出身。パラエストラネットワーク千葉の代表を務める。

## 来歴・人物
国際武道大学卒業。1999年にパラエストラ松戸を設立した。ブラジリアン柔術 黒帯、柔道 二段、元修斗ウェルター級ランカー5位、04年世界マスター&シニアブラジリアン柔術大会茶帯レーヴィー級 優勝、1999年全日本格闘技選手権 優勝、北斗旗全日本空道選手権重量級 準優勝、2005年ルタドールNO-GI JIU-JITSU無差別級決勝戦 柔術世界王者ビビアーノフェルナンデスを破って優勝などの実績がある。 

　RIZINバンタム級グランプリ優勝者・扇久保博正をはじめ、元フライ級キング・オブ・パンクラシストの仙三、内藤のび太、岡田遼、第11代DEEPフェザー級王者・神田コウヤ、浅倉カンナ、現フライ級キング・オブ・パンクラシスト・鶴屋怜など数々の名選手を育てている。
　学生時代からプロレスファン、中でもアントニオ猪木の大ファンであった。大学生の頃にアントニオ猪木の出演するイベントに参加した際、猪木への質問コーナーで「ずっと大ファンだったので、気合の張り手を入れて欲しい」と話し、ビンタをもらった事がTVで取り上げられて話題になった。後に名物となった闘魂ビンタ第一号であると自身のYoutubeチャンネルで話している。
2024年4月よりパラエストラグループから独立し、松根良太と共にTHE BLACKBELT JAPANを発足すると発表した。

## 戦績

### プロ総合格闘技
| 総合格闘技 戦績 | 総合格闘技 戦績 | 総合格闘技 戦績 | 総合格闘技 戦績 | 総合格闘技 戦績 | 総合格闘技 戦績 | 総合格闘技 戦績 |
| --------------- | --------------- | --------------- | --------------- | --------------- | --------------- | --------------- |
| 12 試合         | (T)KO           | 一本            | 判定            | その他          | 引き分け        | 無効試合        |
| 7 勝            | 0               | 4               | 3               | 0               | 3               | 0               |
| 2 敗            | 0               | 0               | 2               | 0               | 3               | 0               |

| 勝敗 | 対戦相手           | 試合結果                   | 大会名                      | 開催年月日     |
| ○    | 吉田智彦           | 2R 2:22 ラペルチョーク     | Zst Swat! in Face 1         | 2008年8月24日  |
| ×    | ヴィトー・ヒベイロ | 5分3R終了 判定0-3          | Shooto Treasure Hunt 10     | 2002年9月16日  |
| ○    | アンディ・ワン     | 5分3R終了 判定3-0          | SB 23 SuperBrawl 23         | 2002年3月9日   |
| ○    | 武内浩司           | 5分3R終了 判定3-0          | Shooto To The Top 9         | 2001年9月27日  |
| ○    | 岩瀬茂俊           | 5分3R終了 判定3-0          | Shooto Gig East 3           | 2001年6月14日  |
| △    | キム・メイソン     | 5分3R終了 判定1-1          | Shooto Wanna Shooto 2001    | 2001年4月8日   |
| △    | 池本誠知           | 5分3R終了 時間切れ         | Shooto READ 9               | 2000年8月27日  |
| ○    | 小原智則           | 1R 0:50 袈裟固アームロック | Shooto READ 6               | 2000年7月16日  |
| ○    | 倉持正和           | 1R 1:51 腕ひしぎ十字固め   | Shooto READ 1               | 2000年1月14日  |
| ○    | 土井達晴           | 1R 1:18 アームロック       | Daidojuku WARS 5            | 1999年4月8日   |
| ×    | 五味隆典           | 5分2R終了 判定0-3          | Shooto Las Grandes Viajes 6 | 1998年11月27日 |
| △    | 村浜武洋           | 2分5R終了 時間切れ         | Shooto Gig 98 2nd           | 1998年7月18日  |